# چارلز والدرون
چارلز والدرون (انگلیسی: Charles Waldron; ۲۴ دسامبر ۱۸۷۴ – ۴ مارس ۱۹۴۶) بازیگر اهل ایالات متحده آمریکا بود.
از فیلم‌ها یا برنامه‌های تلویزیونی که وی در آن نقش داشته‌است می‌توان به راپسودی در بلو، برداشت محصول تصادفی، آوای برنادت، خواب ابدی، کنتاکی، شیطان و خانم جونز، ماری آنتوانت، جنایت و مکافات، و مادموازل فیفی اشاره کرد.